# La Manga del Mar Menor

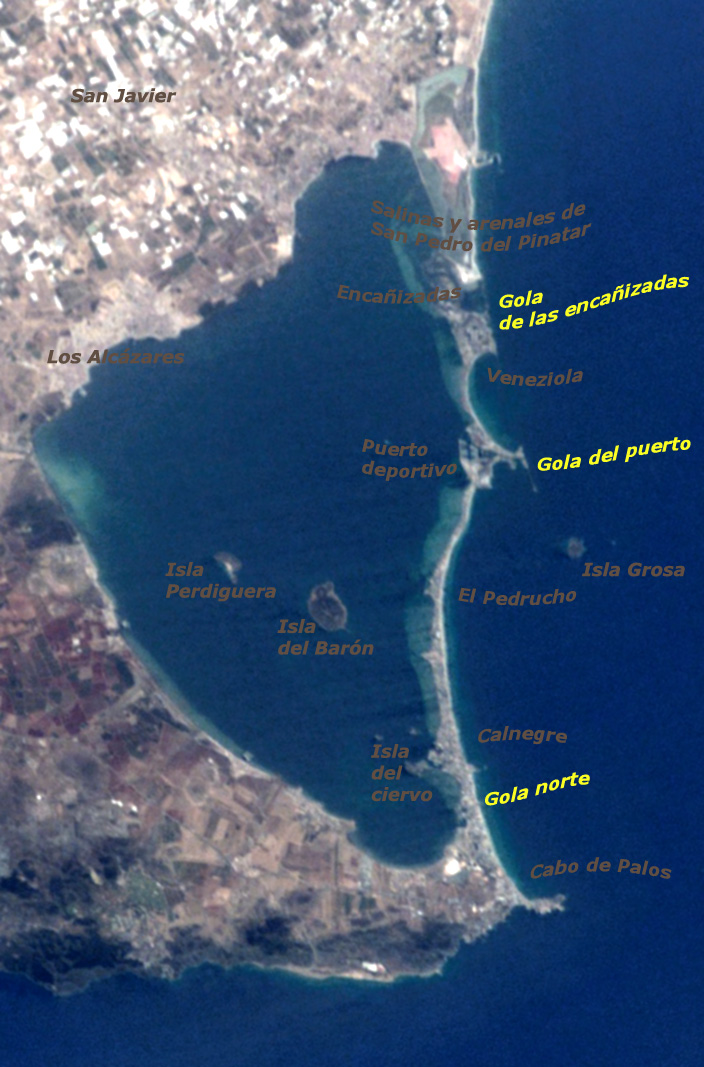
Vista dal satellite

La Manga del Mar Menor è un cordone litorale che si trova nel sud-est della penisola iberica nella comunità autonoma di Murcia. Appartiene ai municipi di Cartagena e di San Javier, che si sono uniti in un consorzio per gestire la zona.
La striscia di terra è lunga 21 km e larga in media 100 metri e separa il Mar Mediterraneo dalla laguna del Mar Menor, da Cabo de Palos alla Punta del Mojón.
Nel 1938, durante la guerra civile spagnola, nei pressi del promontorio si è svolta la battaglia di Capo Palos.

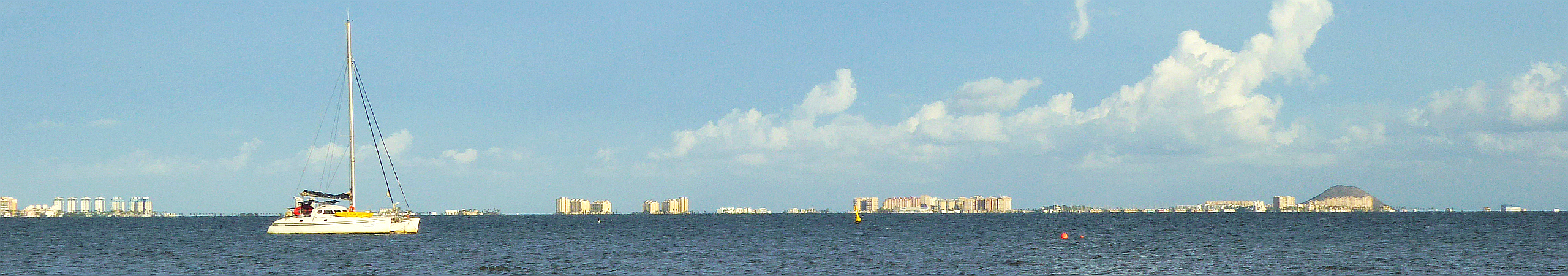
Vista panoramica dal Mar Menor di La Manga